# L'Ultime Combat (Angel)
L'Ultime Combat est le 22e épisode de la saison 5 de la série télévisée Angel ainsi que le dernier épisode de la série.

## Synopsis
Marcus Hamilton emmène Angel à une réunion du Cercle de l'Aiguille Noire où les membres de ce groupe expriment leurs doutes quant à la loyauté d'Angel. Pour les convaincre, Angel accepte alors de renoncer à son rôle de champion de la Prophétie Shanshu, abandonnant ainsi toute chance de redevenir humain. Alors que l'équipe d'Angel trouve Illyria, sonnée et en sang, à l'appartement de Spike, Angel propose à Lindsey McDonald de l'aider à détruire le Cercle de l'Aiguille Noire, offre que Lindsey accepte. Angel donne ensuite quartier libre à son équipe jusqu'au soir, où ils passeront à l'action, en leur conseillant de bien profiter de cette journée qui pourrait bien être la dernière de leur existence. Angel lui-même va passer une partie de sa journée avec Connor, qui lui avoue avoir retrouvé ses souvenirs ; Lorne va chanter dans un bar-karaoké ; Lindsey passe sa journée avec Eve ; Gunn va aider Anne Steele, qui tient toujours un foyer de sans-abris dans le quartier d'origine de Gunn ; Spike va réciter de la poésie dans un bar de motards, obtenant un triomphe ; et Wesley soigne les blessures d'Illyria, lui avouant qu'il n'y a plus rien qu'il désire hormis être avec Fred tout en refusant qu'Illyria prenne son apparence.
Le soir venu, Angel divise les tâches avant de convenir d'un point de rendez-vous avec tout le monde, mais Lorne, qui s'est attardé alors que les autres étaient déjà partis, prévient Angel que la mission qu'il lui a confié sera la dernière et qu'ils ne se reverront pas. Peu après, Marcus Hamilton, qui a appris les plans d'Angel en couchant avec Harmony, vient le trouver et tous les deux commencent à se battre, Angel lui révélant qu'il a déjà tué l'archiduc Sébassis en empoisonnant son serviteur. Pendant ce temps, Gunn tue le sénateur Helen Brucker mais se trouve encerclé par ses assistants vampires ; Spike secourt le bébé élevé dans un but de sacrifice par les Frères de la Férocité et élimine ceux-ci ; et Illyria tue facilement les quatre membres du Cercle qu'elle devait éliminer. Lindsey et Lorne, qui font équipe, remplissent également leur mission mais Lorne tue alors Lindsey de deux coups de pistolet avant de partir, écœuré de lui-même et de ce qu'Angel lui a demandé de faire. Wesley doit quant à lui éliminer Cyvus Vail mais la magie du sorcier est trop puissante pour lui et il est poignardé à l'estomac, non sans assommer Cyvus Vail dans un dernier effort. Illyria survient alors et, à la demande de Wesley, prend l'apparence de Fred pour soulager ses derniers instants. Wesley meurt dans ses bras et Cyvus reprend alors conscience, se moquant de cette scène. Illyria reprend son apparence et fait exploser le crâne du sorcier d'un seul coup de poing.
Pendant ce temps, Angel est en train de se faire infliger une correction par Marcus Hamilton mais est sauvé par l'arrivée de Connor. Néanmoins, Hamilton se révèle quand même trop fort pour eux deux réunis jusqu'au moment où il laisse échapper que le pouvoir des Associés Principaux coule dans ses veines. Angel mord alors Hamilton et lui suce une partie de son sang, cet afflux de force lui permettant enfin de le tuer. L'immeuble commence alors à trembler sur ses bases, signe de la colère éprouvée par les Associés Principaux à la mort de leurs représentants, et Angel, après avoir fait ses adieux à Connor, part ensuite au point de rendez-vous convenu, derrière l'Hôtel Hypérion, où il trouve Spike qui attend déjà. Gunn arrive ensuite mais est très gravement blessé et Illyria arrive enfin, les informant de la mort de Wesley. Une armée de démons (comprenant notamment un dragon et un géant) fait alors son apparition et les quatre rescapés se préparent à leur livrer un combat mémorable, le dernier plan de la série montrant Angel se lançant à l'assaut épée en main.

## Production
Christian Kane, seul acteur avec David Boreanaz à apparaître dans les premier et dernier épisodes de la série, a tourné ses scènes pour ce dernier épisode un mois et demi avant le tournage du reste de l'épisode car il n'était pas disponible à cette période. Joss Whedon explique qu'il n'aurait pas laissé mourir le personnage de Wesley Wyndam-Pryce si cela n'avait pas été le dernier épisode de la série mais que la scène était tellement bien écrite et filmée que c'est l'un de ses moments favoris de toute la série. L'acteur Alexis Denisof affirme qu'il ne pouvait y avoir de fin plus appropriée pour son personnage et qu'il s'agissait d'une « mort parfaite ».
À propos de la fin de la série, où Angel et son équipe sont sur le point de se battre contre une armée de démons et que certains critiques et téléspectateurs ont vu comme un cliffhanger, Whedon explique que c'était la conclusion logique pour une série traitant avant tout de la rédemption, « qui est quelque chose pour quoi on doit combattre chaque jour ». Il fallait donc que la série se termine sur un combat encore à livrer.